# 시나트라 독트린

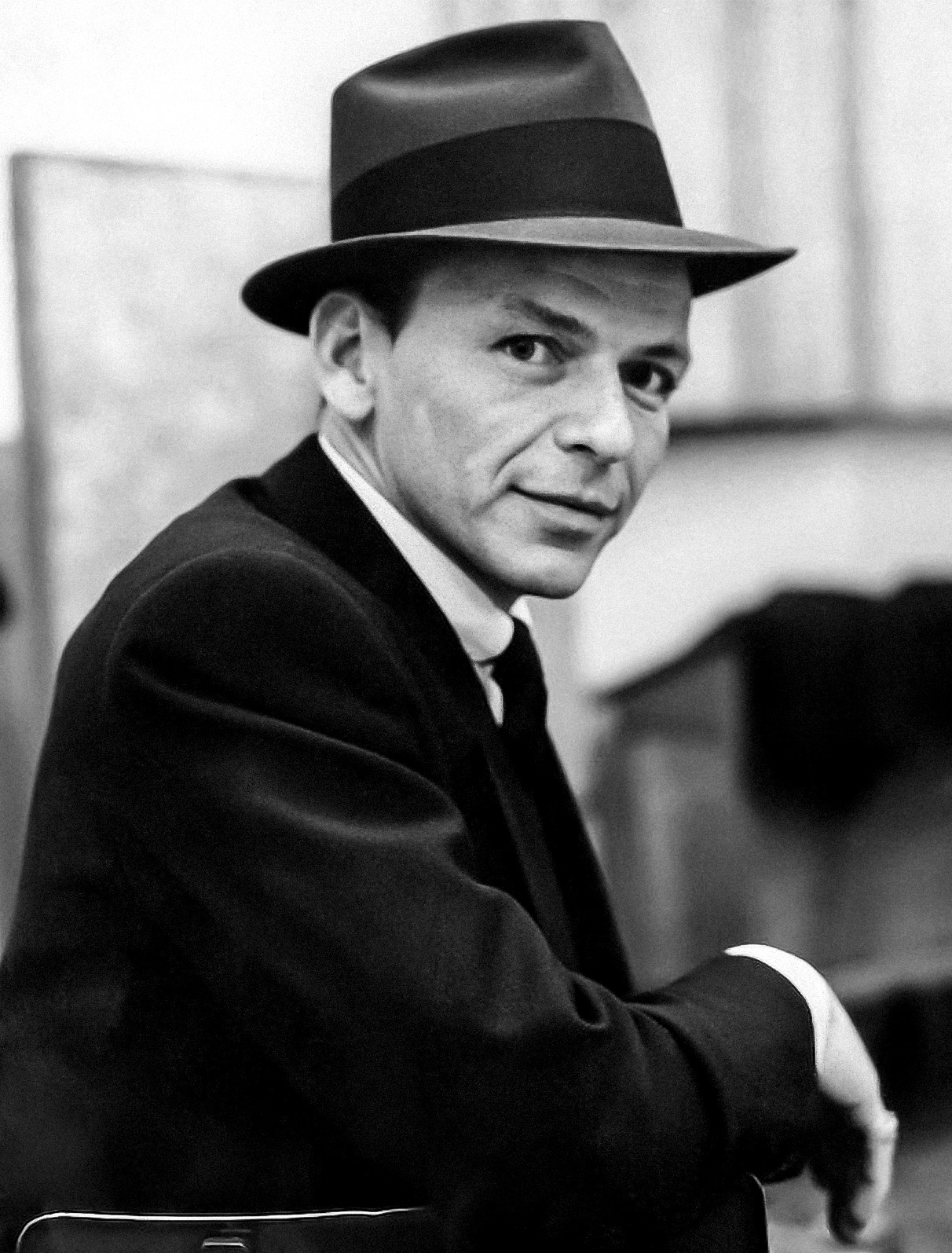
시나트라 독트린의 모티브인 미국의 가수 프랭크 시나트라

시나트라 독트린(Sinatra Doctrine)은 고르바초프 서기장 시절 발표된 소련의 외교 정책이다.

## 배경

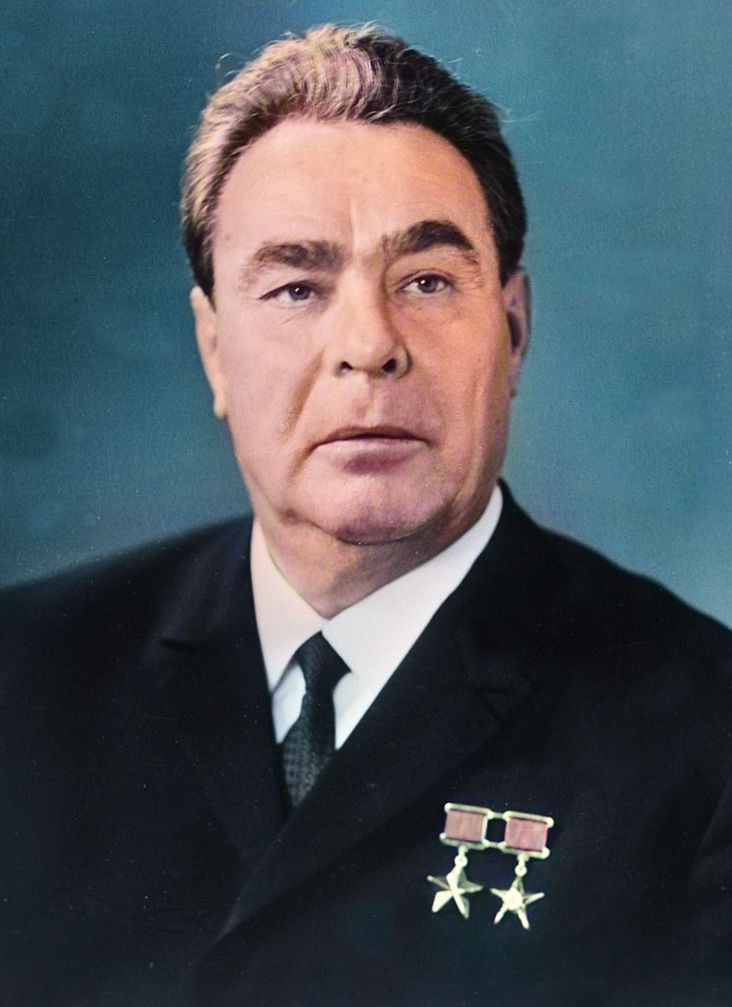
브레즈네프 독트린의 창시자 브레즈네프 서기장

1970년대부터 브레즈네프 독트린이 소련공산당 서기장 레오니트 브레즈네프에 의해서 천명된 이후, 소련은 사회주의 국가들 내에서 발생하는 민주화 요구 시위에 대해서 군대를 투입하는 매우 강경한 모습을 보였다. 이는 헝가리, 동독일, 그리고 체코슬로바키아에서 발생한 반 사회주의 운동 및 시위에 대한 군사적 개입 정책이라는 대응으로 이뤄졌다.

## 변화

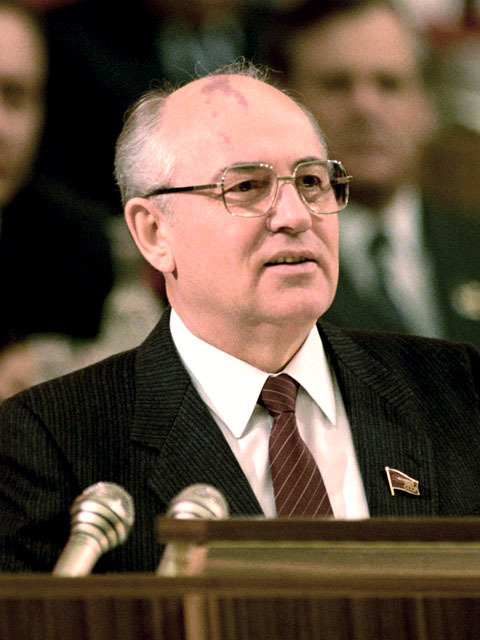
고르바초프 서기장

1980년대에 소련은 생산성이 둔화되고 경제성장률이 감소하고 있었으며, 유류 파동, 소련–아프가니스탄 전쟁, 미국과의 군비 경쟁으로 인해서 경제적 위기를 맞이하고 있었다. 또한 다른 사회주의 국가들에게 온전히 집중할 수 없는 상황에 직면하고 있었다. 브레즈네프와 체르넨코 이후 등장한 고르바초프는 이러한 소련의 위기를 탈출하고자 페레스트로이카와 글라스노스트를 표방하며 실질적인 변화를 만들려고 하였다. 당시 고르바초프는 정치와 경제에서 개혁개방이 소련이 유일하게 생존할 수 있는 길로 여겼으며, 이러한 그의 신 구상은 기존 소련의 외교 정책에도 적지 않은 영향을 주었다.

## 내용

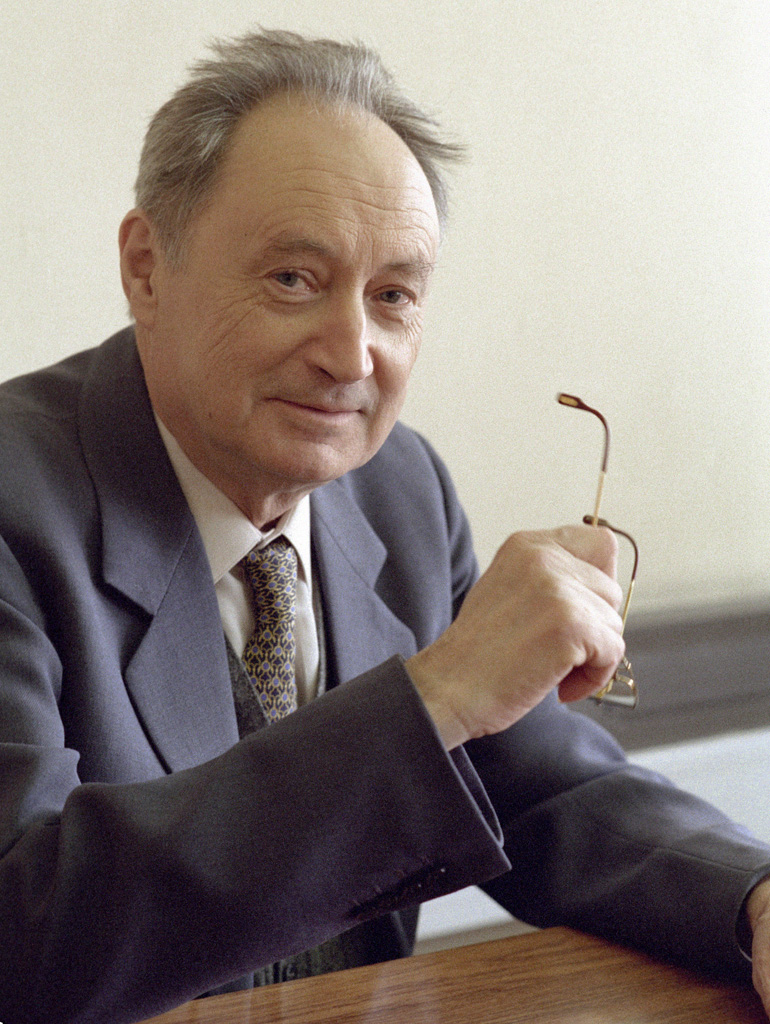
시나트라 독트린을 처음 주장한 겐나디 게라시모프

시나트라 독트린의 시나트라는 당시 유명한 재즈 가수였던 프랭크 시나트라의 이름에서 따왔다. 특히 자신만의 길을 걸어가겠다는 내용을 가진 노래 My Way의 의미를 내포하고 있다. 이는 당시 핀란드를 방문한 고르바초프 서기장의 사절단에 있었던 소련의 외무부 대변인이었던 겐나디 게라시모프가 한 인터뷰 발언에서 나왔다.
 We now have the Frank Sinatra doctrine. He has a song, I Did It My Way. So every country decides on its own which road to take.".
 
이제 소련은 프랭크 시나트라 독트린을 선언합니다. 프랭크 시나트라는 그의 노래에서 나는 내 방식대로 갈 것이라고 불렀습니다. 그리하여, 모든 국가는 각자 스스로의 방식을 정해서 가야 합니다.
 — 《겐나디 게라시모프 소련 외무부 대변인》 1989년 10월 25일, , 핀란드 헬싱키에서 인터뷰 도중
이는 게라시모프 대변인이 핀란드 헬싱키에서 기자들과 인터뷰 도중에 한 말이었는데, 이는 곧 동구권 국가들에게 굉장한 파장을 낳게 되었다. 즉, 바르샤바 조약 기구 회원국들은 국내 정치 문제에 대해서 소련의 개입 및 도움 없이 각자 알아서 행동해야 한다는 의미를 남겼다. 고르바초프는 이러한 독트린을 통해서 소련의 문제에 대해서만 집중하게 되었고, 바르샤바 조약기구 회원국들은 내부적 문제에 대해서 스스로 해결할 수 밖에 없는 상황에 빠지게 된다. 소련이 동유럽에 관여를 포기함에 따라 동유럽 국가들의 분위기는 조금씩 변화하게 된다.이후 동유럽에서 폴란드, 헝가리, 체코 등지에서 반정부 시위가 대규모로 발생하였고, 동유럽 국가들의 사회주의 정권은 종말을 고하게 된다. 이는 사회주의 블록의 공식적인 종료를 뜻하기도 하였다.
2020년대에 들어서 미중 패권 경쟁이 진행되는 가운데 유럽 연합이 설 자리가 점차 줄어들게 되자, 유럽연합 내에서도 미국과 중국 사이에서 유럽 연합이 스스로 이익과 가치를 수호하고, 누군가에게 의존하기 보다 스스로 갈 길을 정해야 한다는 요구와 함께 시나트라 독트린이 다시 언급되고 있다.

## 같이 보기
- 프랭크 시나트라
- 브레즈네프 독트린
- 소련의 붕괴